# Антибюрократическая революция
Антибюрократическая революция (серб. Антибирократска револуција), также известная как Йогуртовая революция (серб. Јогурт револуција), — период сербской истории, который начался с 8-й сессии ЦК Союза коммунистов Сербии в 1987 году и закончился в начале 1989 года кадровыми изменениями, которые позволили ограничение автономии сербских провинций и верховенство Сербии в органах федеральной власти.
Этот период ознаменовался серией митингов летом и осенью 1988 года, на которых председатель ЦК Коммунистической партии Сербии Слободан Милошевич сверг провинциальные власти Воеводины и Косово и республиканские власти Черногории, заменив их со своими сторонниками. К 1989 году Сербия получила контроль над 4 из 8 голосов на посту президента страны и контроль над Союзом коммунистов Югославии.
Основными характеристиками Антибюрократической революции являются организованные массовые собрания, подаваемые как спонтанные, с лозунгами, анонсирующими очередные действия политической элиты, и инструментальные средства массовой информации, в первую очередь газета «Политика».
Антибюрократическая революция представляла собой разрыв с коммунистическим пониманием политики, прежде всего с основным отношением к национализму. Уже в конце 1988 года Милошевич заменил социальную терминологию на национальную, и вместо рабочего класса на политическую сцену вышла нация.